# One (album de Maki Goto)
Pour les articles homonymes, voir One.
Albums de Maki Gotō
How to Use Sexy 
 (Piccolo Town)
(2007) Gloria
(2011)
Albums par Maki Gotō
Sweet Black (Sweet Black feat. Maki Goto)
(2009) Complete Best Album 
 (Piccolo Town)
(2010)
ONE est un mini-album de cinq titres de Maki Gotō, sorti en 2010.

## Présentation
Le disque sort le 28 juillet 2010 au Japon sous le label avex trax. Il atteint la 10e place du classement de l'Oricon. Il se vend à 11 547 exemplaires la première semaine, et reste classé pendant 3 semaines à l'oricon, pour un total de 14 050 exemplaires vendus. Il sort également en format "CD+DVD" avec une pochette différente et un DVD supplémentaire contenant deux clips vidéo, et en édition limitée "Don Quijote" (ドン.キホーテ限定版) avec le DVD et une pochette différente vendue exclusivement dans la chaine de magasins du même nom. Deux des chansons, Hōseki et Eyes, servent de thème à des émissions télévisées.
ONE est le deuxième (mini) album de Maki Gotō pour Avex Group, après celui du projet collaboratif "Sweet Black feat. Maki Goto" sur le label Rhythm Zone l'année précédente, Sweet Black. C'est son premier disque pour le label avex trax (affilié comme rhythm zone à avex group). C'est le premier disque sorti sous son seul nom depuis près de trois ans, après dix-sept singles, quatre albums et une compilation sortis entre 2001 et 2007 dans le cadre du Hello! Project sur son précédent label concurrent Piccolo Town. Ce dernier sort d'ailleurs une nouvelle compilation d'anciens titres de l'artiste deux mois après ONE : Maki Goto Complete Best Album 2001-2007.

## Liste des titres
| 1. | Hōseki (宝石)             | 4:19 |
| 2. | Eyes (EYES)               | 3:38 |
| 3. | Wagamama (わがまま)       | 3:32 |
| 4. | Ienai Kedo (言えないけど) | 4:06 |
| 5. | Hanauta (華詩 -hanauta-)  | 5:39 |

| 1. | Hōseki (宝石) | 4:33 |
| 2. | Eyes (EYES)   | 3:45 |